# Товарищество
Това́рищество <на пая́х>, или партнёрство — форма организации предпринимательской деятельности, основанной на объединении (обычно паевого) имущества различных владельцев.
При товариществе двое или более лиц объединяют своё имущество, становятся совладельцами созданного предприятия, совместно управляют производством и собственностью, распределяют прибыль и несут ответственность в соответствии с долей пая. Товарищество в большинстве случаев является закрытой компанией (закрытое акционерное общество, ЗАО). Для смены собственников паёв необходимо согласие большинства его членов. Количество членов товарищества относительно невелико. В зависимости от размера внесенного пая, владельцы пропорционально получают прибыль от деятельности товарищества и имеют соответствующее количество голосов. Товарищество существует как в малом, так и в крупном бизнесе. В малом бизнесе объединяются усилия нескольких частных лиц, в основном с небольшим капиталом, или лиц, находящихся в родстве, члены одной семьи. В странах с рыночной экономикой партнерство в большом бизнесе представлено обществами на паях, кооперативами, коллективными народными предприятиями.

## История
Товарищества с общностью всего имущества (societas omnium bonorum) были формой, выработанная римским правом для союзов семейно-наследственного характера. Братья или другие наследники, не пожелавшие поделиться после смерти наследодателя и остававшиеся в общем хозяйстве, а также лица, добровольно образовавшие сложную (так называемую «артельную») семью, составляли союз с общностью всего имущества, проникнутый не только юридическими, но и нравственными свойствами. В состав этой имущественной общности поступали как все вещи, принадлежавшие каждому товарищу, так и его имущественные права, приобретённые до вступления в товарищество или имеющие быть приобретёнными в будущем путём возмездных сделок, наследства, дара, брака и так далее. Взамен такого отказа от собственного имущества в пользу товарищества члены его получали право покрывать из общего имущества все свои потребности, как личные, так и семейные, а также долги, и после заключенные до вступления в товарищество с ведома товарищей или в интересах товарищества. Такого рода товарищества не были, однако, нерасторжимыми: в случае желания мог быть произведен раздел.
В Германии Германо-римской империи в Средние века возникли аналогичные товарищества под именем общей руки (Gesammte Hand) — название, происходящее от обычая при заключении юридических сделок браться за руки, для выражения мысли, что все участники сделки действуют, как один человек. Распространённая в Средние века, как между аллодиальными, ленными, дворянскими, так и между крестьянскими владельцами земель, эта форма обладания на первых порах представляла собой коммуну, где общее пользование имуществом соединялось с совместной жизнью под одним кровом и едой за общим столом (соучастники имеют ein Brod, einen Rauchfang). Позднее довольствовались общим владением и пользованием имуществом. Обладание было общим в том смысле, что ни один из членов не мог самостоятельно распоряжаться своей долей в пользу третьих лиц без согласия всех остальных членов. Он мог, однако, потребовать раздела, если раздел был возможен по свойству имущества; размер долей определялся при этом, главным образом, количеством наличных владельцев. В случае смерти члена, ему наследовали его нисходящие (или вообще семейные, состоявшие под его властью), но не в его доле, а становясь самостоятельными членами общины и претендуя на право общности наравне с другими. Раздел и выход из общины был невозможен в тех союзах, которые имели принудительный характер (общность имущества мужа и жены, общность семейная, где члены связаны подчинением власти домовладыки, и другие союзы, сложившиеся по этому типу); но здесь являлось уже ограничение личной правоспособности отдельных членов и форма обладания теряла гражданско-правовой характер.

## Виды товарищества
Различают полное товарищество и коммандитное общество (смешанное).
Полное товарищество является наиболее распространённой формой. Ответственность за деятельность фирмы несут участники, в зависимости от размера в качестве взноса, так и личных средств. Статус полного товарищества характерен для небольших фирм в сфере профессиональных услуг (юридических, аудиторских, медицинских и так далее).
В товариществах с ограниченной ответственностью имущественная ответственность партнеров не превышает сумму, которую они внесли в уставный фонд. Такую форму партнерства имеют фирмы, которые реализуют строительные проекты, занимаются разработкой природных ресурсов, осуществляют операции с недвижимостью и другие виды деятельности в капиталоемких сферах.
Коммандитное (смешанное) общество является объединением действительных членов, которые несут полную (неограниченную) ответственность, и участников по принципу ограниченной ответственности (имущественная ответственность ограничивается сделанным вкладом в капитал общества). Только действительные члены общества обладают правом голоса в таких фирмах.
Также существует простое товарищество, которое является не юридическим лицом, а гражданско-правовым договором.

## Преимущества и недостатки партнерств
Доля партнерства в рыночной экономике невелика, однако они имеют ряд преимуществ перед единоличным владением:
- Большие возможности расширения производства (в результате слияния капиталов нескольких лиц);
- Лучший доступ к кредитным ресурсам (банки больше доверяют товариществам, чем единоличным хозяйствам)
- Совершенствование процесса управления производством и собственностью (вследствие специализации участников на выполнении отдельных управленческих функций);
- Сохранение простого и льготного механизма налогообложения.
- Уменьшение риска банкротства

Вместе с тем у них есть и отрицательные стороны деятельности:
- Необходимость согласования его между участниками принятия решений усложняет процесс управления;
- Необходимость ответственности отдельных лиц за неправильные решения, от которых партнерство не застраховано;